# Doberes
Els doberes o dobers (en llatí doberes, en grec antic Δόβηρες) eren un poble de Tràcia que menciona Heròdot i diu que habitaven el territori al nord del mont Pangeu a la regió del llac Prasias, juntament amb els peons i els pieres. La situació d'aquest poble seria a l'est del riu Estrímon. Probablement al seu territori hi havia una Mansio anomenada Domeros a la Via Egnàcia entre Amfípolis i Filipos des d'inicis de l'Imperi Romà.